# アルバロ・ホッジ
アルバロ・ホセ・ホッジ (Álvaro José Hodeg Chagüi 1996年9月16日 - ) は、モンテリア生まれのコロンビアの自転車競技選手。

## 主な成績

### 2017
- ジロビオ　 中間スプリント賞
- ツール・ド・ラヴニール　区間1勝 (Stage 6)
- Grote Prijs Stad Sint-Niklaas 2位

### 2018
- ハンドザーメ・クラシック（英語版）　優勝
- ボルタ・シクリスタ・ア・カタルーニャ　区間優勝 (第1ステージ)
- ツール・ド・ポローニュ　区間優勝（第3ステージ）
- ドイツ・ツアー　区間優勝（第1ステージ）
- ツアー・オブ・ターキー　区間優勝（第5ステージ）

### 2019
- ツアー・コロンビア　区間優勝（第2ステージ）
- ツアー・オブ・ノルウェー　区間優勝(第2ステージ)
- ヘイストス・ペイル（英語版） 優勝
- アドリアティカ・イオニカレース（英語版）  ポイント賞（第1,4ステージ優勝）
- ビンクバンク・ツアー　区間優勝（第5ステージ）
- シュパルカセン・ミュンスターラント・ギーロ 優勝

### 2021
- ツール・ド・ラン 区間優勝（第1ステージ）
- フローテプライス・マルセル・キント（英語版） 優勝
- オコロ・スロベンスカ（英語版） 区間優勝（第1ステージ）